# Croatie au Concours Eurovision de la chanson 2013
La Croatie a participé au Concours Eurovision de la chanson 2013. La chanson a été sélectionnée de façon interne par la HRT. C'est Klapa s Mora qui représentera la Croatie à Malmö avec la chanson Mižerja.

## Sélection et présentation
La Croatie a d'abord publié le nom de la chanson qui la représenterait à Malmö. Ainsi, le 15 janvier, les internautes surent que le pays allait être représenté par Mižerja (traduisez "Misère") une chanson de Klapa. 
Le 11 février, le nom des interprètes fut dévoilé. Il s'agit d'un groupe créé pour l'occasion, d'abord nommé Klapa Ensemble, puis Super Klapa pour s'appeler aujourd'hui Klapa s Mora.
Les membres de ce groupe totalement masculin sont:
- Marko Škugor, ténor
- Ante Galić, ténor
- Nikša Antica, baryton
- Leon Bataljaku, baryton
- Ivica Vlaić, basse
- Bojan Kavedžija, basse

La chanson, quant à elle, fut dévoilée entièrement le 27 février.

## À l'Eurovision
La Croatie a participé à la première demi-finale le 14 mai 2013.